# Friedhof von Tulcán
Koordinaten: 0° 48′ 41,8″ N, 77° 43′ 6,6″ W

Überblick über den Friedhof

Der Friedhof von Tulcán, im Jahr 2005 umbenannt in Friedhof José María Azael Franco Guerrero,
ist ein für seinen Formschnitt bekannter Friedhof in Tulcán, Provinz Carchi in Ecuador.

## Beschreibung
Der Friedhof liegt im Nordwesten von Tulcán und wird von der Stadt betrieben. Auf der acht Hektar großen Anlage, die etwa zur Hälfte von Gartenflächen eingenommen wird, gibt es 12.400 Grabstellen in Kolumbarien, Grabhügeln und Mausoleen.
Durch die Lage des Friedhofs auf fast 3000 m Höhe in den Anden herrscht ganzjährig eine für Ecuador ungewöhnliche Kühle. Der Untergrund des Friedhofsgeländes besteht aus kalkhaltigen Böden, die das Pflanzenwachstum von beispielsweise Zypressen begünstigen. Heute umfasst der Friedhof über 300 komplexe Formschnittfiguren, die sich auf zwei Bereiche verteilen: der Altar de Dios (Altar Gottes), dessen Formschnitte historische Motive haben, und der Parque de los Recuerdos (Park der Erinnerungen), der die Tier- und Pflanzenwelt Ecuadors thematisiert. Der Friedhof von Tulcán gilt weltweit als einer der gelungensten Formschnittgärten.
Auf dem Friedhof stehen die Mausoleen von Charles Roussell und Polidori Espinosi, die im Jahr 1900 als Teilnehmer einer geodätischen Expedition Frankreichs an der Messung des Äquators in Ecuador beteiligt waren.

Beispiele von Formschnitten
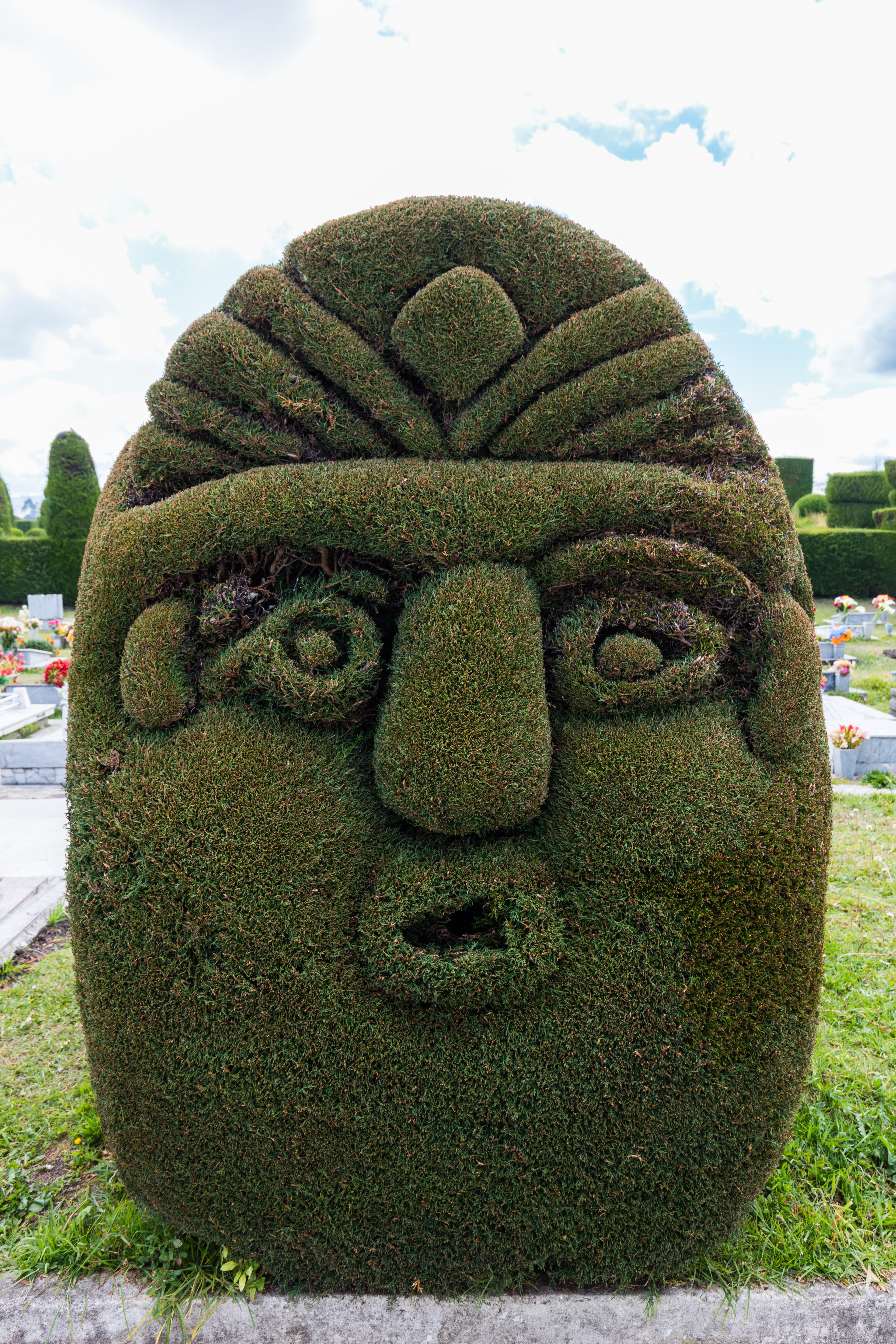
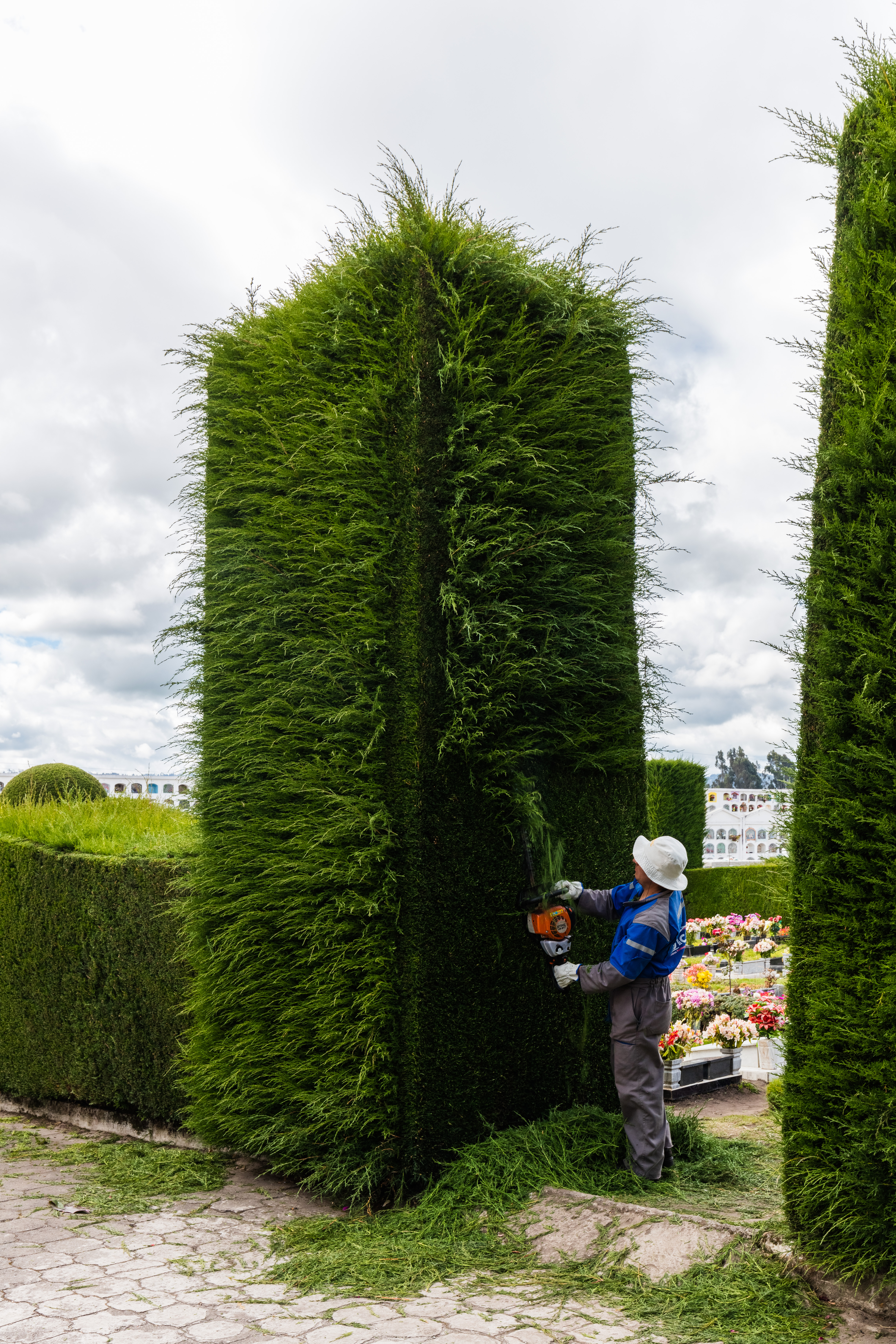
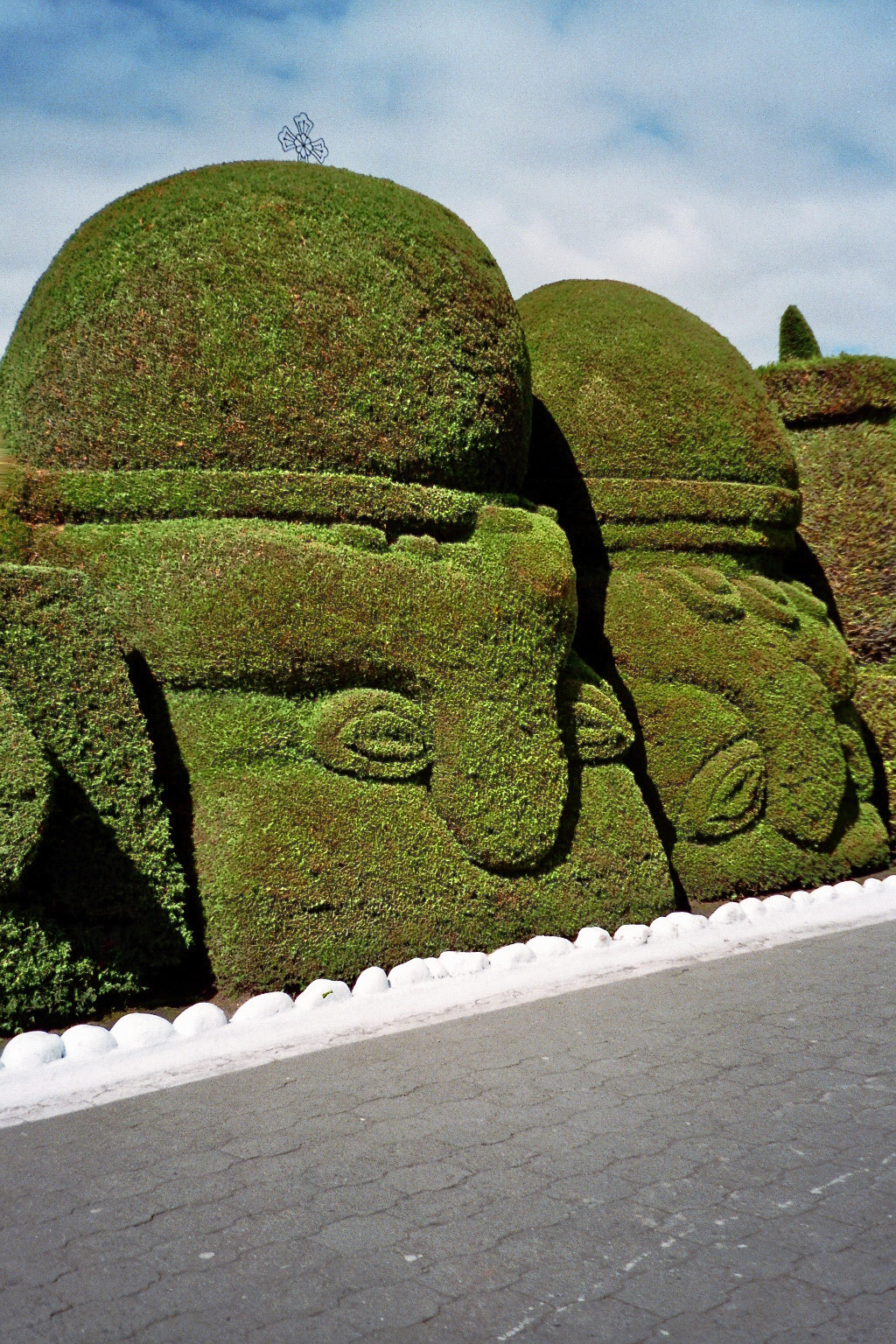
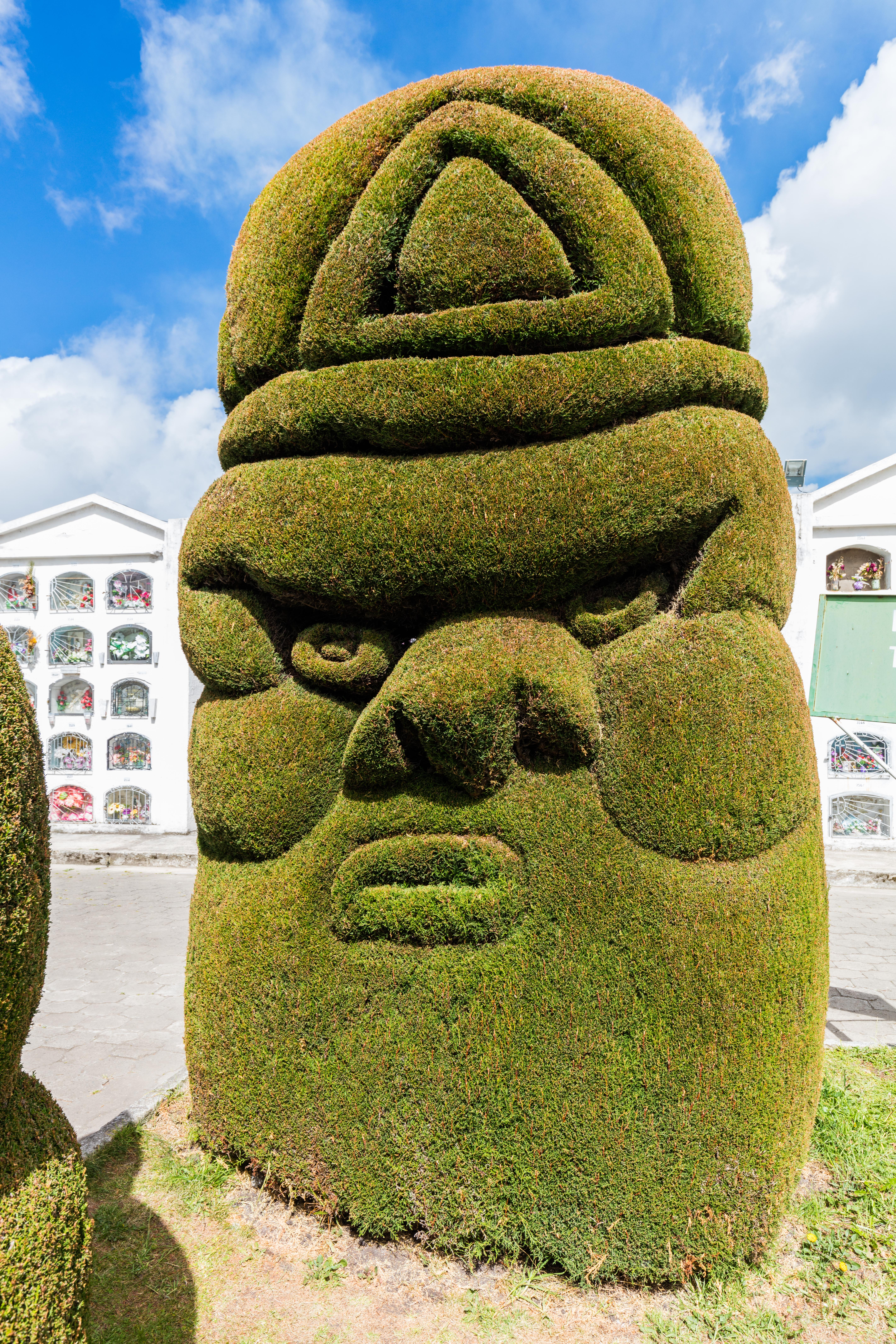

## Geschichte
Der Friedhof entstand 1932 außerhalb der Stadt, um Epidemien zu vermeiden. Die Friedhofsanlage war notwendig geworden, weil die alte Friedhofsanlage mit einem Pantheon auf dem Santiago-Hügel beim Erdbeben von 1923 schwer beschädigt wurde.
1936 ließ José María Azael Franco Guerrero als Leiter der städtischen Parks von Tulcán auf dem Friedhof Gartenanlagen anlegen. Dabei wurden Zypressenbüsche gepflanzt und ab dem 10. Lebensjahr nach seinen Vorstellungen beschnitten. Er ließ sich dabei von Motiven aus dem Alten Ägypten, antiken Rom, den Inkas und Azteken inspirieren. Sein Schwerpunkt war die Darstellung der heimischen Flora und Fauna, wobei auch die Galapagosinseln Berücksichtigung fanden, sowie der regionalen Quechua-Kultur.

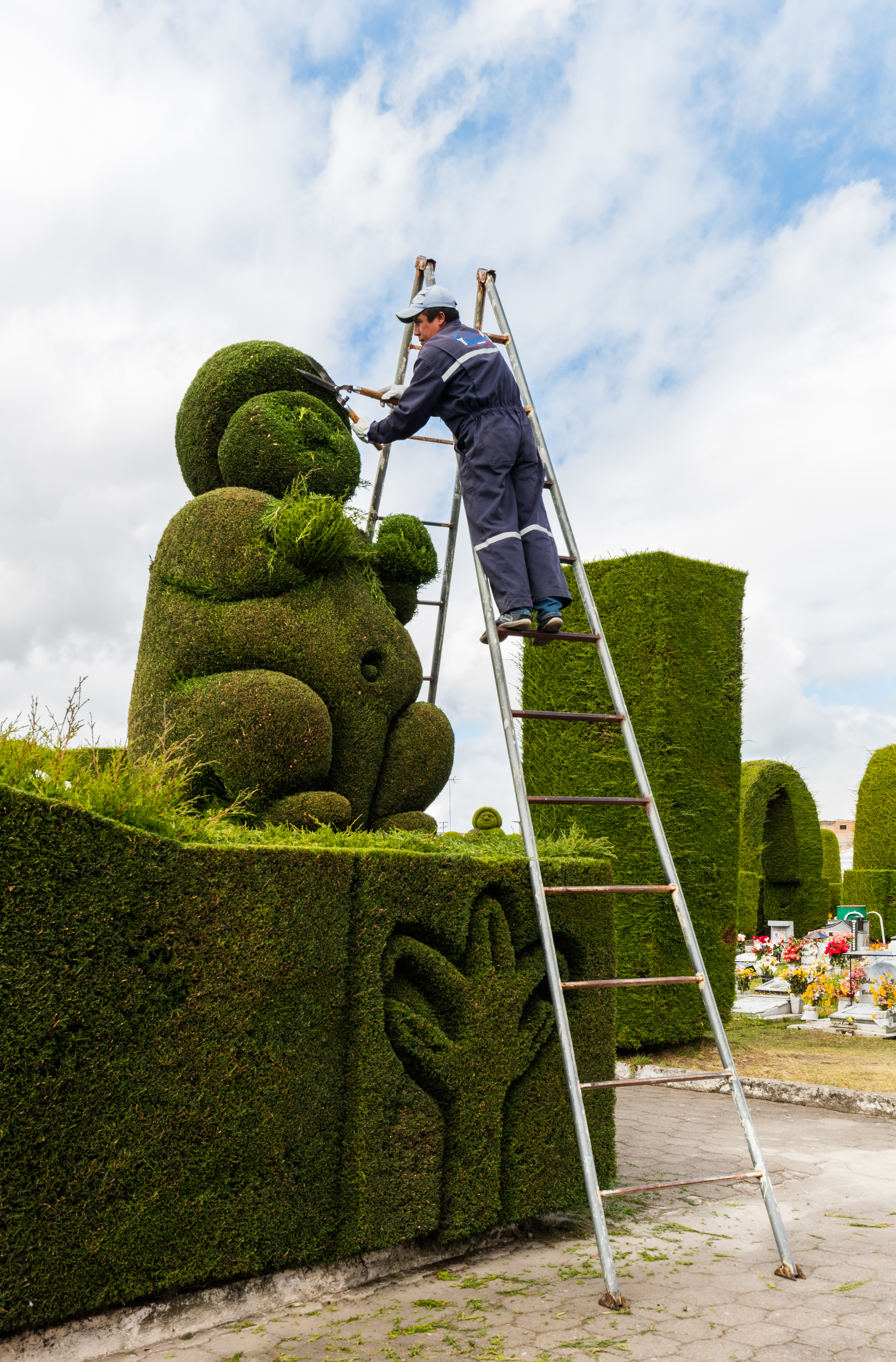
Beschnittarbeiten

Am 28. Mai 1984 erklärte das Institut für das Kulturerbe Ecuadors die Gartenanlagen des Friedhofs zum Staatlichen Kulturerbe. Im selben Jahr zeichnete die staatliche Tourismusbehörde die Gärten als Naturstätte von nationalem touristischem Interesse aus. Nach dem Tod von Josè Maria Azael Franco im Jahr 1985 ging die Verantwortlichkeit für die Gartenanlagen des Friedhofs auf seinen Sohn Benigno Salvador Franco Carranco über, der seit seiner Kindheit seinem Vater bei den Ornamentierungsarbeiten geholfen hatte. 2005 erfolgte auf Beschluss des Stadtrats die Umbenennung der Friedhofsanlage in Friedhof José María Azaél Franco Guerrero.
Im Jahr 2007 richtete ein Brand, der wahrscheinlich durch magische Rituale ausgelöst wurde, die dort stattfanden, auf dem Friedhof schwere Schäden an.
Im Jahr 2009 ließen die städtischen Behörden den Friedhof restaurieren und installierten eine Beleuchtung für seine nächtliche Illumination. Am jährlichen Tag der Toten hat der Friedhof jeweils bis zu 40.000 Besucher, die die Gräber besuchen.